# Pałac Steckich w Międzyrzeczu
Pałac Steckich w Międzyrzeczu – wybudowany w XVIII w. przez Jana Kazimierza Steckiego.

## Budowniczy
Jan Kazimierz Stecki (zm. w 1820 r.) był chorążym wielkim koronnym, odznaczonym Orderem Orła Białego, właścicielem wsi: Łubianka, Maksymowicze, Martynowicze, Pawłowice, Steczanka i Worowicze, synem Kazimierza Steckiego (zm. 1748 r.), kasztelana kijowskiego.

## Architektura

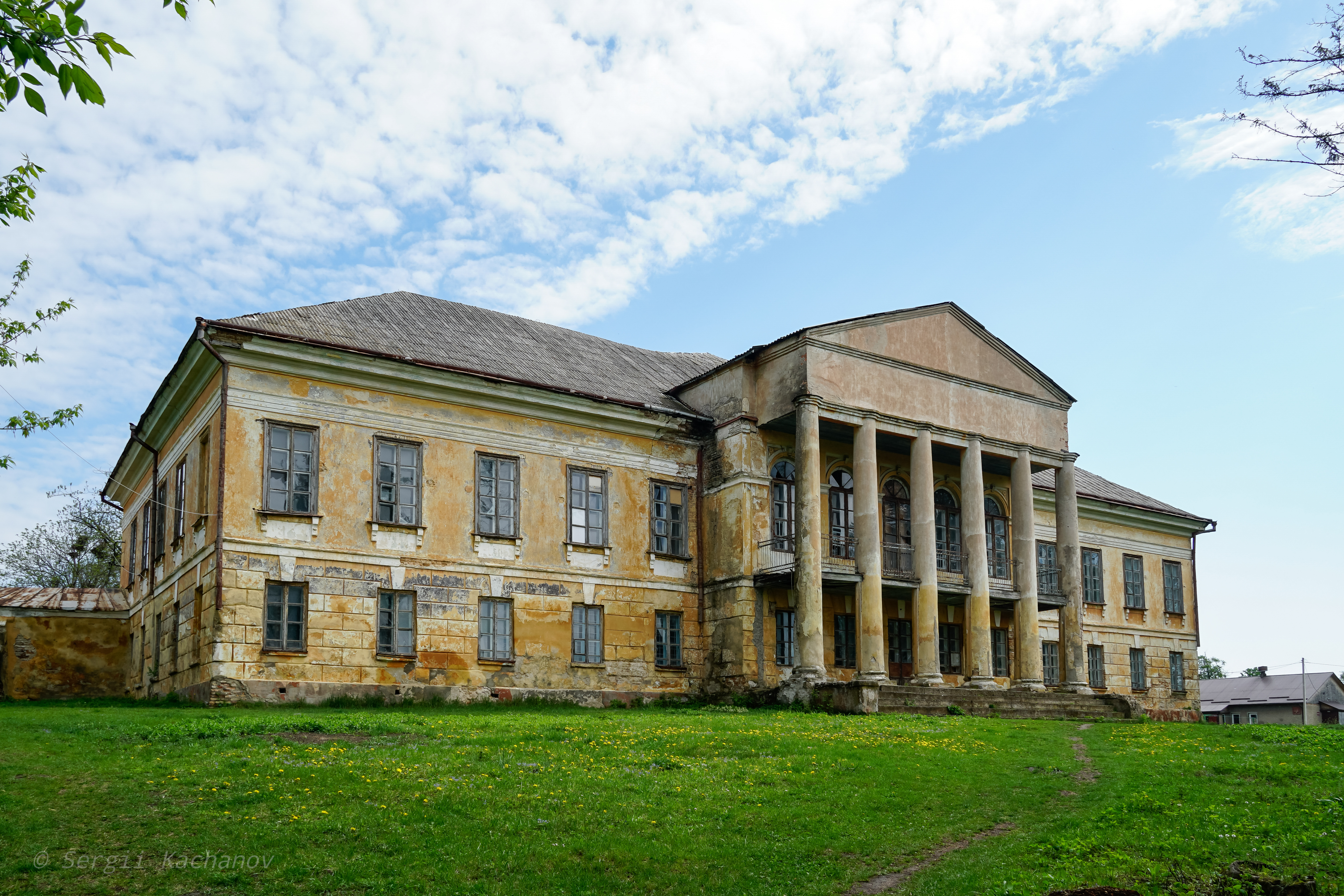
Pałac obecnie

Klasycystyczny pałac został zbudowany na południe od miasta, według projektu Szymona B. Zuga. T. J. Stecki, podaje, że obiekt powstał w 1800 r. na gruzach zamku. Kajetan Koźmian w swoich Pamiętnikach ogromny pałac opisał jako „sztywny”. Obiekt składał się  z głównego budynku mieszkalnego i dwu oficyn po bokach. Przy pałacu znajdował się urodzajny sad i piękny park otoczony murem.